# Haus Missen
Das Haus Missen ist eine Schutzhütte der Sektion SSV Ulm 1846 des Deutschen Alpenvereins (DAV). Sie liegt in den Allgäuer Alpen in Deutschland. Es handelt sich um eine Selbstversorgerhütte ohne Bewirtschaftung.

## Geschichte

### Sektionsgründung SSV Ulm 1846
Durch Beschluss des Verwaltungsrates des Deutschen und Österreichischen Alpenvereins (DuOeAV) vom 21. Januar 1912 entstand die dritte Sektion in Ulm unter dem Namen Sektion Turnerbund Ulm 1846 im Deutschen und Österreichischen Alpenverein. Der Turnerbund Ulm 1846 ist damit der Vorgängerverein des heutigen SSV Ulm 1846. Der Verein in seiner heutigen Form entstand am 5. Mai 1970, durch den Zusammenschluss der Turn- und Sportgemeinde Ulm 1846 und dem 1. Schwimm- und Sportverein Ulm. Es entstand die Sektion SSV Ulm 1846.

### Haus Missen
Von der Sektion SSV Ulm 1846 wurden Angebote und Möglichkeiten ausgelotet und begutachtet, bis man schließlich auf das alte Schulhaus in Missen-Wilhams stieß. Das altehrwürdige Haus aus dem Jahre 1898 versprach die Lösung für eine Unterkunft ganz in Bergnähe. Zwischen 1974 und 1978 wurde das Dachgeschoss in ein bequemes Matratzenlager und die ehemaligen Klassenzimmer in Mehrbettzimmer umgebaut, nun stehen den Besuchern im Erdgeschoss eine Küche, drei Schlafzimmer und ein Aufenthaltsraum zur Verfügung. Die feierliche Einweihung fand am 5. November 1978 statt, sie war ein großes Ereignis in der kleinen Gemeinde und fand unter reger Beteiligung der Region sowohl auch aus Ulm statt. Besonders gelobt wurde schon damals, dass der Charakter des Hauses erhalten blieb und sich die neue Nutzung der heimeligen Atmosphäre angepasst hat. In den Jahren 2007 und 2008 wurde sowohl der Innen- wie auch der Außenbereich aufwendig saniert und unter anderem der Eingang auf die Parkplatzseite verlegt. Der neugestaltete Garten mit einer neuen Schutzwand zur Straßenseite hin, lädt zu entspannten und erholsamen Stunden ein.

## Lage
Das Haus Missen liegt in der Gemeinde Wilhams im Landkreis Oberallgäu am Fuße des Hauchenberg.

## Zustieg
- Es existieren Parkplätze vor dem Haus.

## Umliegende Hütten
- Alpe Hohenschwand, Selbstversorgerhütte, 961 m
- Almagmach, bewirtschaftete Hütte, 1166 m
- Mittlere Simatsgund-Alpe, Alpe, 923 m
- Ornachalpe, Alpe, 1196 m
- Schwand-Alpe, Selbstversorgerhütte, 936 m
- Ravensburger Haus, Selbstversorgerhütte, 950 m
- Jagdhaus Ehrenschwang, private Hütte, 1114 m[4]

## Touren und Gipfel
- Ochsenberg bei Missen, 6,1 km, 2 Std.
- Jakobusweg - Von Missen über Lindenberg nach Lindau, bzw. Nonnenhorn (Variante), 63,6 km, 18 Std.
- Jakobusweg von Missen nach Lindau, bzw. Nonnenhorn (Hauptweg), 64,6 km, 18 Std.
- Wilhams-Aigis-Ochsenberg-Hölle-Wilhams, 6,6 km, 2,2 Std.
- Wilhams-Schrofenweg-Räuberhöhle-Hauchenberg-Jägersteig-Wilhams, 8,5 km, 2,5 Std.
- Ochsenberg - Einsamer Waldschopf über der Unteren Argen, 9,2 km, 3,2 Std.[5]

## Skitouren Langlauf
- Wilhamser Trettenbach-Loipe, 4,7 km, 1,5 Std.[6]

## Karten
- Alpenvereinskarte BY 1 Allgäuer Voralpen West – Nagelfluhkette, Hörnergruppe (1:25.000) ISBN 978-3937530413
- KOMPASS Wanderkarte 02 Oberstaufen, Immenstadt im Allgäu: 3in1 Wanderkarte 1:25.000 mit Aktiv Guide ISBN 978-3990443347